# Машина Атвуда
Машина Атвуда — лабораторное устройство для изучения поступательного движения с постоянным ускорением. Была изобретена в 1784 году английским физиком и математиком Джорджем Атвудом.

## Описание
Для проведения опытов по свободному падению тел требуется большая высота экспериментальной установки, вследствие большого ускорения свободного падения. Машина Атвуда позволяет избежать этой трудности и замедлить движение до удобных скоростей. Идеальная Машина Атвуда имеет следующую конструкцию: через невесомый блок, в оси которого отсутствует трение, укрепленный на некоторой высоте над столом, переброшена нерастяжимая и невесомая нить, к концам которой привязаны два тела с массами {\displaystyle m_{1}} и {\displaystyle m_{2}}.
Когда массы тел равны ({\displaystyle m_{1}=m_{2}}) система находится в состоянии безразличного равновесия вне зависимости от положения грузов.
Если {\displaystyle m_{1}\neq m_{2}}, грузы приходят в поступательное движение.

## Формула для нахождения ускорения
Это движение описывается с помощью второго закона Ньютона, представленного в общем виде:
{\displaystyle \sum \limits _{i=1}^{n}{{\vec {F}}_{i}}=m{\vec {a}}.}
Применительно к нашей задаче для левого и правого тел уравнение движения запишется в виде двух уравнений в проекциях на ось {\displaystyle y}:
{\displaystyle \left\{{\begin{array}{r}-m_{1}a_{1}=-m_{1}g+T_{1},\\m_{2}a_{2}=-m_{2}g+T_{2}.\end{array}}\right.}
Мы считаем, что нить идеальна (то есть невесома и нерастяжима) и блок невесом, значит {\displaystyle T_{1}=T_{2}=T} и {\displaystyle a_{1}=a_{2}=a}, получим:
{\displaystyle a=g{m_{1}-m_{2} \over m_{1}+m_{2}}.}

## Формула для нахождения ускорения свободного падения
Измерив время прохождения грузами определённого расстояния, можно вычислить их ускорение. Отсюда:
{\displaystyle g=a{m_{1}+m_{2} \over m_{1}-m_{2}}.}

## Формула для нахождения силы натяжения нити
Для нахождения натяжения нити в любое из уравнений подставляем выражение для ускорения, полученное выше. Например, подставляя в первое уравнение системы выражение для ускорения, получаем:
{\displaystyle T={2m_{1}m_{2}g \over m_{1}+m_{2}}}